# Gualaceo Sporting Club
Maillots
Dernière mise à jour : 28 février 2023.
Le Gualaceo Sporting Club est un club équatorien de football basé à Gualaceo.

## Histoire
Le club est fondé le 2 avril 2000, il joue en Segunda Categoria, la troisième division. Il remporte trois fois le tournoi provincial (Segunda Categoría del Azuay) en 2011, 2012 et 2014. En 2014, le club remporte le titre national de la Segunda Categoría de Ecuador 2014 et est promu en Serie B. Jusqu'en 2021, Gualaceo joue en deuxième division. En 2021, l'équipe termine la première phase à la 7e place sur 10, mais dominera la seconde phase avec 12 victoires, 3 nuls et trois défaites, la classant à la deuxième place du classement cumulé. Ce titre de vice-champion de Serie B est synonyme de montée en première division.
Lors de sa première saison dans l'élite le club termine à la 11e place du classement cumulé.

## Palmarès
- Championnat d'Équateur de football de deuxième division
  - Vice-champion : 2021